# Kristian Haug
Kristian Haug (ur. 26 czerwca 1988) – norweski narciarz alpejski, dwukrotny medalista mistrzostw świata juniorów.

## Kariera
Po raz pierwszy na arenie międzynarodowej Kristian Haug pojawił się 19 listopada 2003 roku w Hemsedal, gdzie w zawodach FIS Race zajął 72. miejsce w supergigancie. W 2007 roku wystartował na mistrzostwach świata juniorów w Altenmarkt, gdzie jego najlepszym wynikiem było siedemnaste miejsce w gigancie. Podczas rozgrywanych rok później mistrzostw świata juniorów w Formigal wspólnie z Japończykiem Tomoyą Ishii zdobył brązowy medal w slalomie. W zawodach tych lepsi byli jedynie Austriak Marcel Hirscher oraz Włoch Jacopo di Ronco. Na tej samej imprezie zdobył także srebrny medal w kombinacji, rozdzielając na podium Mattsa Olssona ze Szwecji oraz Włocha Hagena Patscheidera.
W zawodach Pucharu Świata zadebiutował 9 marca 2008 roku w Kranjskiej Gorze, gdzie nie zakwalifikował się do drugiego przejazdu slalomu. Jak dotąd nie zdobył punktów w zawodach tego cyklu. Startuje głównie w zawodach FIS Race. Nie brał udziału w mistrzostwach świata ani igrzyskach olimpijskich.

## Osiągnięcia

### Mistrzostwa świata juniorów
| Miejsce | Dzień     | Rok  | Miejscowość | Konkurencja | Czas biegu  | Strata    | Zwycięzca         |
| ------- | --------- | ---- | ----------- | ----------- | ----------- | --------- | ----------------- |
| 20.     | 6 marca   | 2007 | Altenmarkt  | Zjazd       | 1:38,41 min | +2,26 s   | Beat Feuz         |
| DNF1    | 8 marca   | 2007 | Altenmarkt  | Supergigant | 1:07,77 min | -         | Beat Feuz         |
| 17.     | 9 marca   | 2007 | Altenmarkt  | Gigant      | 2:14,01 min | +2,87 s   | Marcel Hirscher   |
| DNF1    | 10 marca  | 2007 | Altenmarkt  | Slalom      | 1:49,45 min | -         | Matic Skube       |
| 7.      | 26 lutego | 2008 | Formigal    | Zjazd       | 1:45,31 min | +0,47 s   | Hagen Patscheider |
| 3.      | 27 lutego | 2008 | Formigal    | Slalom      | 1:29,68 min | +1,15 s   | Marcel Hirscher   |
| 14.     | 28 lutego | 2008 | Formigal    | Supergigant | 1:21,02 min | +1,58 s   | Andreas Sander    |
| 21.     | 29 lutego | 2008 | Formigal    | Gigant      | 1:57,00 min | +2,50 s   | Marcel Hirscher   |
| 2.      | 29 lutego | 2008 | Formigal    | Kombinacja  | 28,63 pkt   | +4,02 pkt | Matts Olsson      |

### Puchar Świata

#### Miejsca w klasyfikacji generalnej
- sezon 2007/2008: -

#### Miejsca na podium
Haug nie stawał na podium zawodów PŚ.